# The Agonist
The Agonist war eine kanadische Metalcore- und Melodic-Death-Metal-Band. Sie wurde im Jahr 2004 unter dem Namen The Tempest in Montreal gegründet.

## Geschichte
2004 gründeten Alissa White-Gluz, Danny Marino, Chris Kells und Simon McKay die Band The Tempest, mit der sie ausschließlich in Kanada unterwegs waren.
Nachdem sie einen Plattenvertrag bei Century Media unterschrieben hatten, benannten sie sich auf Wunsch von Alissa in The Agonist um, weil Agonist im Griechischen Kämpfer bedeutet, was gut zur Einstellung der Frontfrau der Band passt, die sich sowohl politisch engagiert als auch für die Umwelt einsetzt. So trat die Band zum Erscheinen ihres ersten Albums Once Only Imagined am 14. August 2007 bei Century Media Records schon unter ihrem neuen Namen auf. Am 28. August erschien das erste Video zu dem Stück Business Suits and Combat Boots. Die Regie übernahm David Brodsky, der bereits für zahlreiche andere Bands, unter anderem für Gwar, arbeitete. Das Video wurde von der MTV-2-Sendung Headbanger’s Ball auf Platz 6 der besten Videos des Jahres 2007 gewählt.
Das zweite Album Lullabies for the Dormant Mind wurde am 10. März 2009 veröffentlicht, das Video zur Single …and Their Eulogies Sang Me to Sleep am 18. April desselben Jahres. Die Regie übernahm abermals David Brodsky. Zwei weitere Videos zu Birds Elope With The Sun und Thank You Pain, ebenfalls vom Album Lullabies for the Dormant Mind, folgten.
Im März 2014 schloss sich Alissa White-Gluz der Band Arch Enemy an, um dort Angela Gossow zu ersetzen. Neue Sängerin wurde Vicky Psarakis.
Die Band gab 2023 ihre Auflösung bekannt und nannte als Gründe persönliche, finanzielle und die Musikindustrie betreffende Probleme.

## Stil
The Agonist baut auf Songtexte, die von den E-Gitarristen und der Sängerin geschrieben werden.
Sie berufen sich auf soziale, politische, ethnische und moralische Themen und Dilemmas, die sie in ihren Songs zum Ausdruck bringen.

## Diskografie

### Alben
- 2007: Once Only Imagined
- 2009: Lullabies for the Dormant Mind
- 2012: Prisoners
- 2015: Eye of Providence
- 2016: Five
- 2019: Orphans

### EPs
- 2011: The Escape
- 2014: Disconnect Me
- 2021: Days Before the World Wept

### Singles
- 2007: Business Suits and Combat Boots
- 2009: …and Their Eulogies Sang Me to Sleep
- 2009: Birds Elope with the Sun
- 2009: Thank You Pain
- 2011: The Escape
- 2012: Ideomotor
- 2014: Disconnect Me
- 2015: Gates of Horn and Ivory
- 2015: My Witness, Your Victim
- 2015: Danse Macabre
- 2016: The Chain

### Musikvideos
| Jahr | Titel                                | Album                          |
| ---- | ------------------------------------ | ------------------------------ |
| 2007 | Business Suits and Combat Boots      | Once Only Imagined             |
| 2009 | …and Their Eulogies Sang Me to Sleep | Lullabies for the Dormant Mind |
| 2009 | Thank You Pain                       | Lullabies for the Dormant Mind |
| 2009 | "Birds Elope With the Sun"           | Lullabies for the Dormant Mind |
| 2012 | Panophobia                           | Prisoners                      |
| 2015 | Gates of Horn and Ivory              | Eye of Providence              |
| 2015 | My Witness, Your Victim              | Eye of Providence              |
| 2015 | A Gentle Disease                     | Eye of Providence              |
| 2015 | Danse Macabre                        | Eye of Providence              |
| 2015 | Follow the Crossed Line              | Eye of Providence              |
| 2016 | The Moment                           | Five                           |
| 2016 | The Hunt                             | Five                           |
| 2016 | The Man Who Fell to Earth            | Five                           |
| 2017 | Take Me to Church                    | Five                           |
| 2017 | The Raven Eyes                       | Five                           |
| 2019 | In Vertigo                           | Orphans                        |
| 2019 | Burn It All Down                     | Orphans                        |
| 2019 | As One We Survive                    | Orphans                        |
| 2019 | The Gift of Silence                  | Orphans                        |
| 2021 | Remnants in Time                     | Days Before the World Wept     |
| 2021 | Feast On the Living                  | Days Before the World Wept     |